# أخيضر كوزميلي
أخيضر كوزميلي (الاسم العلمي:Vireo bairdi) (بالإنجليزية: Cozumel Vireo)‏ هو نوع من الطيور يتبع جنس الأخيضر من الفصيلة الأخيضرية.